# Punta di Rabuigne
La Punta di Rabuigne (pron. fr. AFI: [ʁabɥiɲ] - Pointe de Rabuigne in francese) è una montagna di 3.261 m s.l.m. della Catena Grande Sassière-Tsanteleina nelle Alpi Graie. Si trova in Valle d'Aosta.

## Collocazione
La montagna si trova sullo spartiacque tra la Valgrisenche e la Val di Rhêmes ed appena a nord della più alta e più importante Grande Rousse.

## Salita alla vetta
Si può salire sulla vetta partendo dal Rifugio Chalet de l'Épée.